# Немецкий язык в США

Распространённость немецкого языка в США

На протяжении XVIII века к поселенцам из Джермантауна[уточнить] присоединились десятки тысяч иммигрантов из Германии. В 1790 году в Соединённых Штатах Америки жило около 277 тысяч лиц немецкого происхождения; примерно 141 тысяча из этого числа проживала в Пенсильвании, составляя примерно треть всего населения этого штата. Позднее немецких иммигрантов стали привлекать Цинциннати (Огайо), Сент-Луис (Миссури) и особенно Милуоки (Висконсин), и их культурное влияние ощущается в этих местах и по сей день.
На сегодняшний день немецкий язык — второй по частоте использования в штатах Северная и Южная Дакота. Большинство современных американцев немецкого происхождения не говорят по-немецки, но по-прежнему считают себя «немецкими американцами» и образуют, по данным переписи, наиболее многочисленную этническую группу в США — почти 50 млн человек, обогнав даже американцев английского и ирландского происхождения. Это объясняется тем фактом, что немцы прибывали в страну на протяжении столетий и заселялись волнами в различных местностях, между которыми были слабые связи, в то время как между потомками мигрантов с Восточного побережья и вновь прибывшими колонизаторами прерии были тесные связи. Кроме того, в связи с двумя мировыми войнами многие сознательно отказались от языка предков.

## Легенда Муленберга
Существует широко распространённая легенда, согласно которой немецкий едва не стал государственным языком США. По этой легенде, на соответствующем голосовании голосов против этого предложения было всего на один больше, чем в его поддержку, и этот голос принадлежал американцу немецкого происхождения Фредерику Муленбергу. Эту историю в немецкой прессе вспоминают ещё с 1840 года как иллюстрацию того, что в Соединённых Штатах уже в XVIII веке было множество иммигрантов из Германии.

## Немецкоязычный методизм
Около 1800 года в Пенсильвании были созданы две немецкоязычные методистские церкви, «Объединённые братья во Христе» и «Евангелическая ассоциация». В обеих церквях устав и методистские книги песнопений были написаны на немецком языке, кроме того, они издавали газеты на немецком, одна из которых просуществовала до 1937 года. С середины XIX века английский стал в них вторым языком, но вплоть до XX века существовали местности, где немецкий был основным церковным языком. В 1937 году обе церкви объединились, а в 1968 году вместе с Методистской епископальной церковью образовали Объединённую Методистскую церковь.
Внутри Методистской епископальной церкви также были образованы в середине XIX века немецкоязычные «конференции», пересекавшиеся с англоязычными. Пример — Немецкая Конференция Сент-Луиса, которая в 1925 году растворилась в окрестных англоязычных конференциях. Но, в отличие от «Объединённых братьев» и «Евангелической ассоциации», прихожане таких конференций ходили в те же церкви, что и их англоязычные братья по вере.
Те методисты, кто возвращался из Америки на родину, были первыми распространителями методизма в Германии и Швейцарии.

## Немецкоязычная пресса в США

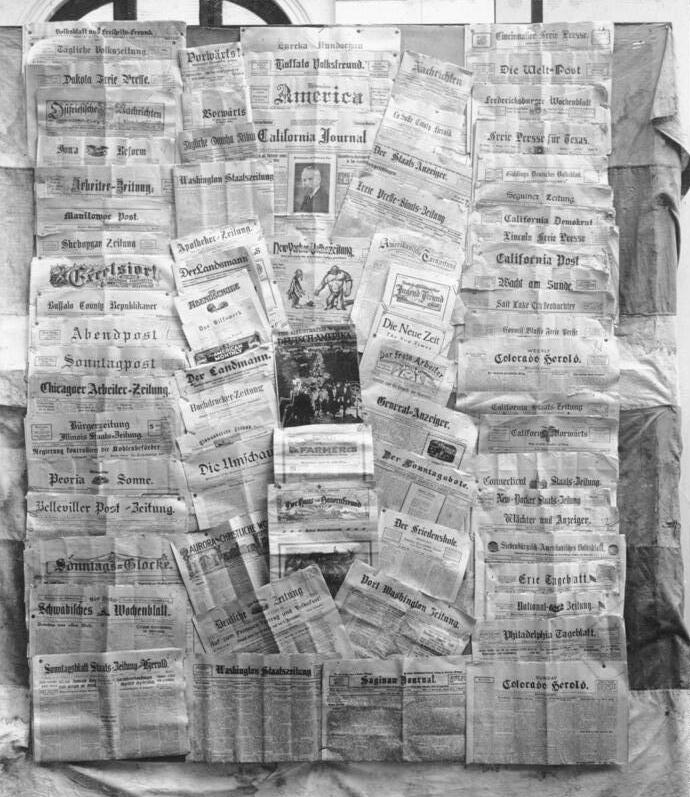
Немецкие газеты в Северной Америке, 1922 год

Газеты на немецком языке в США имеют давнюю историю. Немецкая газета «Pennsylvanische Staatsbote» первой сообщила 5 июля 1776 года новость о подписании Конгрессом Декларации независимости, а также первой напечатала её текст — в переводе на немецкий язык. Членам Конгресса напечатанный английский текст был доступен уже вечером 4 июля, однако простые граждане смогли его прочитать только 6 июля в «Pennsylvania Evening Post».
В XIX веке немецкоязычная пресса приобрела большее значение и авторитет, что способствовала появлению ряда новых газет на немецком языке. Однако во время Первой мировой войны многие из них были вынуждены закрыться из-за уменьшившегося числа читателей.
Некоторые немецкоязычные газеты издаются и в наше время. Первое издание «New Yorker Staats-Zeitung» состоялось 24 декабря 1834 года — таким образом, она является одной из старейших газет США. «Washington Journal», издающаяся в Вашингтоне газета на немецком языке — самая старая газета американской столицы. В Нью-Йорке с 1934 по 2004 год выходила еврейская немецкоязычная газета «Aufbau»; сейчас она издаётся в Цюрихе. Более полный список можно посмотреть здесь Архивная копия от 22 ноября 2009 на Wayback Machine.
Кроме немецкого также издаются и многочисленные газеты на близком к средненемецким диалектам языке идиш. Всемирно известной была газета «Der Forverts» (нем. «Vorwärts»); сейчас она выпускается под названием «The Forward» на идише, русском и английском. Прежнее название происходило от одноимённой газеты Социал-демократической партии Германии.

## 1917 год и последствия
После вступления США в Первую мировую войну в 1917 году в американской общественности возобладали антинемецкие настроения. Немецких американцев, в особенности иммигрантов, обвиняли в сочувствии Германии; говорить по-немецки считалось непатриотичным. К примеру, хот-дог был так назван в ходе Первой мировой, до того он назывался «франкфуртер». Многие немецкие семьи в это время придали своим фамилиям более английское звучание (Шмидт — в Смит, Шнайдер — в Тэйлор, Мюллер — в Миллер и т. п.), практически все резко сократили употребление немецкого языка. Многие штаты запретили публичное использование и изучение немецкого. В Огайо, Айове и Небраске преподавание немецкого было запрещено даже в частных школах. В 1923 году Верховный суд США отменил эти законы как противоречащие Конституции (процесс «Мейер против Небраски»). Однако отменить последствия антинемецкой истерии было уже невозможно. Немецкий практически исчез из публичного употребления.

## Немецкий язык сегодня

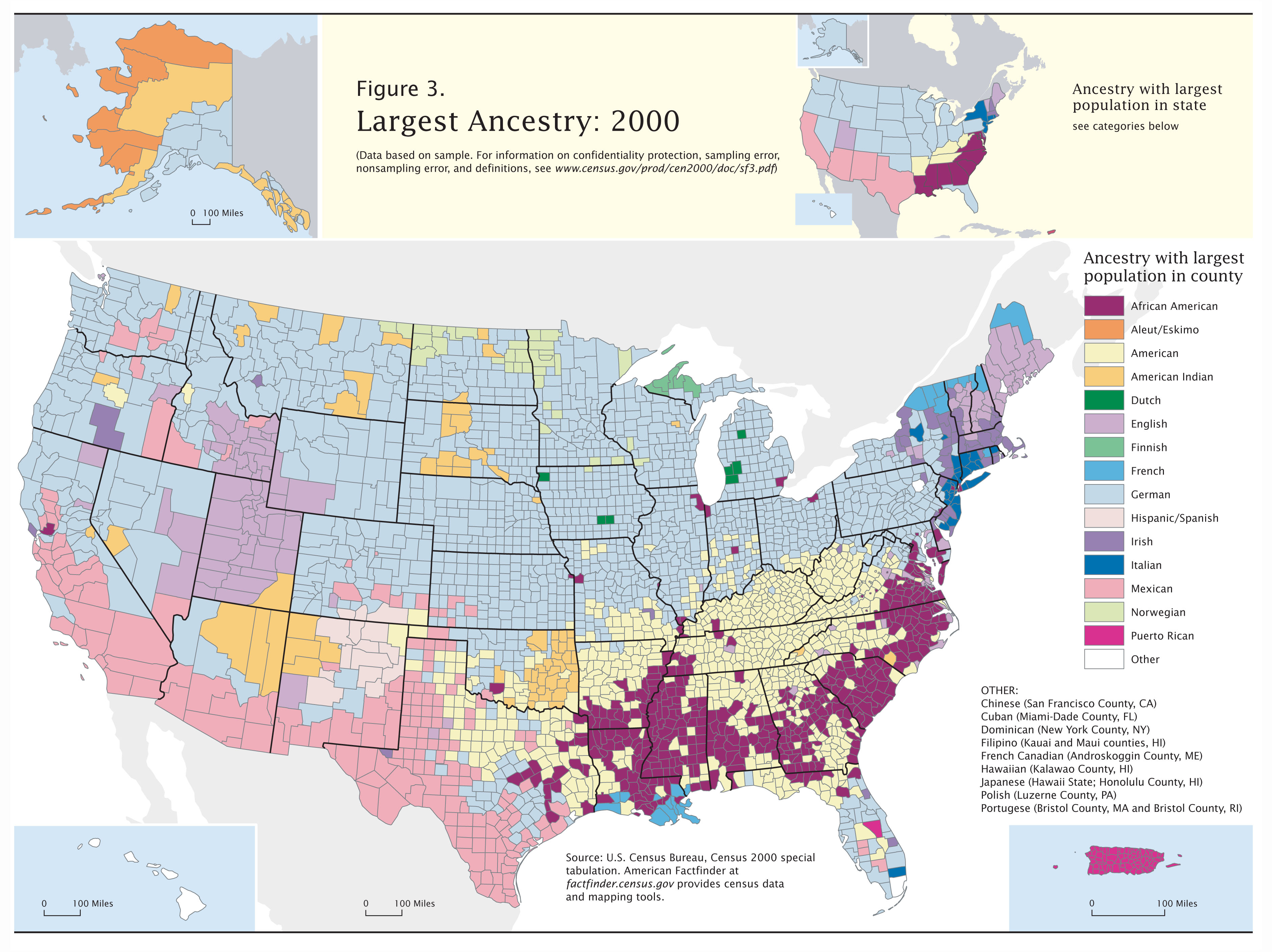
Американцы немецкого происхождения очень часты в США; голубым цветом обозначены округа, в которых по результатам переписи 2000 года преобладает население немецкого происхождения

В целом, американцы немецкого происхождения очень хорошо интегрированы, и употребление немецкого языка вновь ощутимо возрастает. Согласно результатам последней переписи населения (2000), 1 382 610 человек называют немецкий своим родным языком. В повседневной жизни лишь в некоторых религиозных общинах употребляется немецкий или какой-либо его диалект, к примеру, немецко-платский (вариант нижненемецкого). Для консервативной части амишей, меннонитов и хаттеритов сохранение немецкого языка — часть религиозных убеждений и щит против растлевающего влияния современного мира.
В конечном счёте, от немецкого языка в США в основном остались лишь некоторые заимствования. Большая часть заимствованных американским английским немецких слов связаны с едой и питьём — например, ‘’sauerkraut’’ (кислая капуста), ‘’Schnaps’’ (шнапс). Но некоторые также свидетельствуют о культурном влиянии немцев на их новую родину: ‘’fest’’ в словах вроде ‘’songfest’’ (пение хором), ‘’kindergarten’’ (детский сад).
Поскольку немцы преимущественно селились в уже колонизированных местностях, в США возникло не особенно много немецких географических названий. В ходе официального переименования местностей во время Первой мировой и включения местностей в состав городов число немецких топонимов стало ещё меньше. Часто попадаются немецкие фамилии, хотя их постоянно изменяют, приводя к английскому правописанию.

## Немецкий язык как иностранный
В Германии около 6 млн школьников изучают в средних школах английский язык как иностранный. В американских школах немецкий изучают примерно 375 000 школьников; это третий по популярности язык после испанского и французского. В 1997 году немецкое правительство выделило около 6 млн долларов США на преподавание немецкого языка в американских школах. Эти средства были вложены в повышение квалификации учителей, проекты школьного обмена, семинары, развитие учебных материалов и конкурсы по немецкому языку. В шести министерствах образования США (в Калифорнии, Джорджии, Пенсильвании, Виргинии, Вашингтоне и Висконсине) есть языковые консультанты (англ. language consultants) из Германии, курирующие преподавание немецкого языка. Эти эксперты при поддержке немецкого правительства помогают развивать на федеральном и региональном уровне планы и единые стандарты.
Семь филиалов Института имени Гёте проводят в США при поддержке Федеративной Республики Германии культурные программы, занятия по немецкому языку, поддерживают учителей, университеты и учреждения по поддержке немецкого, предлагают актуальную информацию о Германии; в 15 филиалах Института в Германии ежегодно около 2500 американцев занимается на интенсивных языковых курсах.